# ماری کیوینیمی
ماری کیوینیمی (انگلیسی: Mari Kiviniemi؛ زاده ۲۷ سپتامبر ۱۹۶۸) یک سیاست‌مدار اهل فنلاند است. او به عنوان دومین نخست‌وزیر زن فنلاند خدمت کرده‌است.